# Hoelahoep

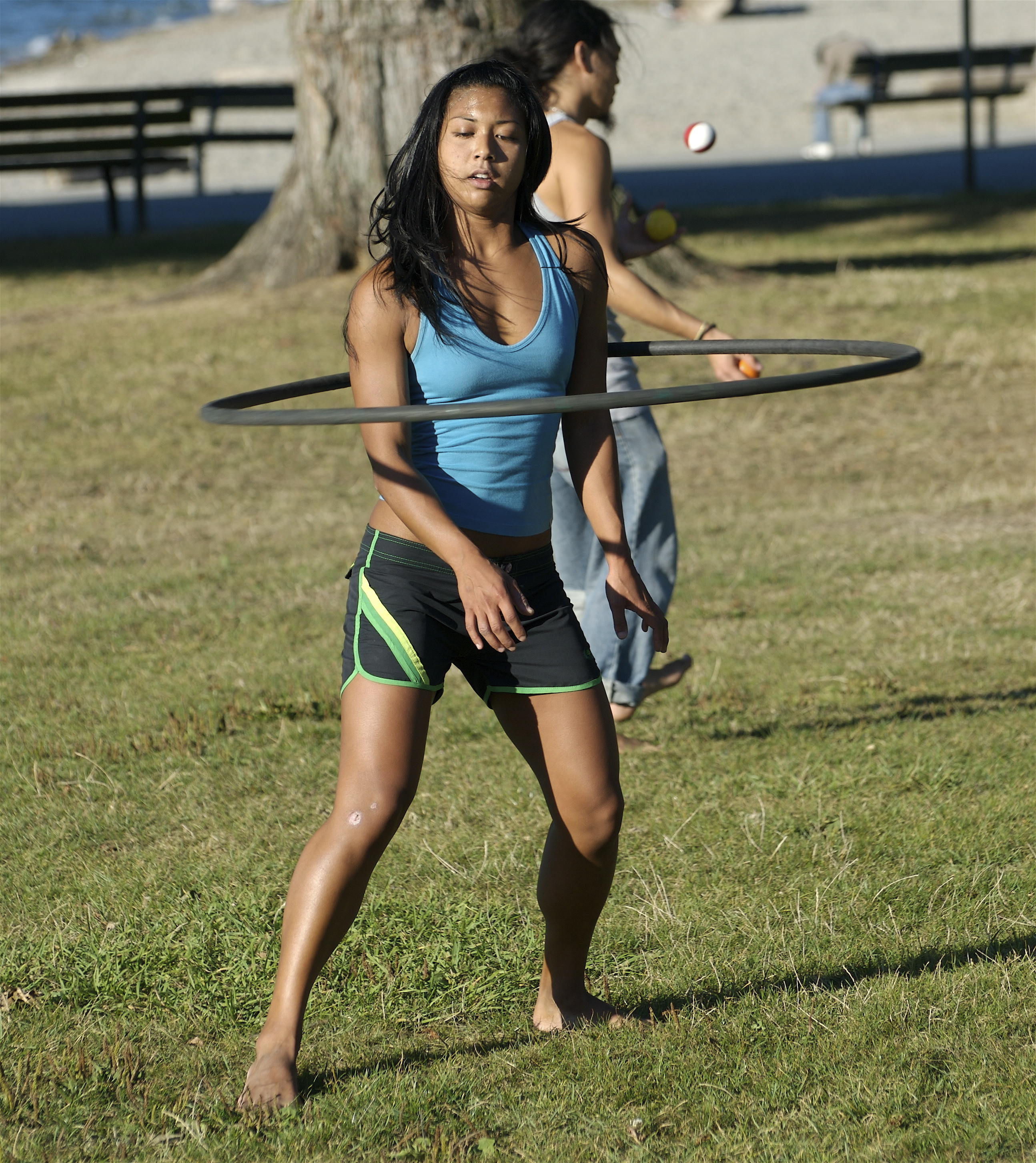
Een Braziliaanse met een hoepel

Hoelahoepen (ook wel Hula Hoop, Hulahoop of Hoopdance genoemd) is een spel/sport voor zowel kinderen als volwassenen, en kan alleen en in groepsverband worden beoefend.
Hoelahoep is de vernederlandste spelling voor hula hoop. De juiste vertaling is hoelahoepel.

## Toelichting
Hoelahoepen doet men door in een grote hoepel te gaan staan en deze omhoog te tillen ter hoogte van de gordel. Door vervolgens de hoepel een zwaai te geven komt deze in beweging om de gordel. Het is nu de kunst om de hoepel om het middel te laten draaien door bewegingen te maken met de buikgordel in cirkelvorm. De hoepel blijft nu om de buikgordel heen draaien, mits het draaien met de buikgordel door de persoon wordt volgehouden. Gevorderden kunnen meerdere hoepels tegelijkertijd draaiende houden, rond het middel, de hals, de armen en de voeten.

## Productie
De hoelahoep werd ontwikkeld door twee Amerikaanse studenten, Richard Knerr en Arthur "Spud" Melin, die in 1948 de Wham-O company hadden opgericht en hiermee furore maakten. Het idee werd toen geleverd door een Amerikaan die in Australië had gezien hoe kinderen met hoepels van bamboe speelden. Het bedrijf Wham-O produceerde de hoepels nu in pvc. Knerr, een spelletjesfanaat, had al eerder de Silly String, de Slip 'n Slide en de Water Wiggle zonder veel succes gelanceerd. In 1958 lukte het hem met de hoelahoep die eind jaren 50 tot een ware rage uitgroeide. In twee jaar tijd werden er een 100 miljoen stuks van verkocht.
De rage hield onder meer in dat er wedstrijden werden gehouden waarbij bijvoorbeeld een hoepkoningin werd verkozen. Sommige artsen waarschuwden tegen de schadelijke gevolgen die het hoepen voor de gezondheid kon hebben en zo waren er in die tijd nog wel meer vermanende woorden te horen. De rage ebde echter na enige tijd weg en werd opgevolgd door weer nieuwe rages.
Het bedrijf was later opnieuw succesvol met het uitbrengen van de frisbee, een van de 230 verschillende speeltuigen die Wham-O op de markt bracht. In 1982 verkochten de oprichters hun bedrijf voor 12 miljoen dollar aan de Kransco Group. In 1994 werd het bedrijf overgenomen door Mattel en in 1997 werd Wham-O weer onafhankelijk doordat een groep investeerders het bedrijf van Mattel kocht.
Melin overleed in 2002, Knerr is in 2008 op 82-jarige leeftijd overleden.
Tegenwoordig kunnen hoelahoeps in tal van uitvoeringen en maten gekocht worden, variërend van een standaardhoepel tot handgemaakte hoepels met kleuren en patronen naar wens. Bijzondere hoepels zijn o.a. hoepels met binnenverlichting (van Leds), waarmee in het donker of halfdonker speciale effecten bereikt kunnen worden.

## Sport en ontspanning
In de 21e eeuw krijgt hoelahoepen hernieuwde belangstelling als activiteit voor ontspanning en fitness. Er worden door gecertificeerde docenten cursussen hoelahoep gegeven in workshops en op sportscholen. Ook als activiteit op bijvoorbeeld vrijgezellenfeestjes, teamuitjes, familieweekends en festivals is hoelahoepen de laatste jaren meer en meer in trek gekomen.